# 孫諝
孫 諝（そん しょ、? - 永安6年（263年））は、中国三国時代の呉の政治家。

## 生涯
交阯太守を務めていたが貪欲・暴虐で、郡民からは憂いの元とされた。腕の良い工人千余人を徴用して建業へ送ったこともあった。
永安5年（262年）、呉の皇帝・孫休は、察戦の鄧荀を交阯に派遣し、孔雀と大猪の調達を命じた。鄧荀が来訪すると、郡民はまた徴用されるのではと恐れた。
そこで永安6年（263年）5月、郡吏の呂興がこの機に乗じて反乱を起こし、孫諝・鄧荀を殺害し、魏に服属した。反乱は交州一帯にまで広がり、虞汜・陶璜らがこれを平定する建衡3年（271年）まで続いた。